# 科羅佩
49°57′18″N 36°30′12″E / 49.95500°N 36.50333°E
科羅佩（烏克蘭語：Коропи）是位於烏克蘭東部的村莊，由哈爾科夫州哈爾科夫區的維利希夫卡市鎮負責管轄。該村始建於1893年，面積0.2平方公里，海拔高度123米，2001年人口150，人口密度每平方公里750人。